# Olympische Winterspiele 2014/Teilnehmer (Cayman Islands)
| Gelbes Symbol für Goldmedaillen mit stilisierten Olympischen Ringen | Graues Symbol für Silbermedaillen mit stilisierten Olympischen Ringen | Braundes Symbol für Bronzemedaillen mit stilisierten Olympischen Ringen |
| ------------------------------------------------------------------- | --------------------------------------------------------------------- | ----------------------------------------------------------------------- |
| —                                                                   | —                                                                     | —                                                                       |

Die Cayman Islands nahmen an den Olympischen Winterspielen 2014 in Sotschi mit einem Sportler im Ski Alpin teil. Dies stellte die zweite Teilnahme der Inselgruppe an Olympischen Winterspielen dar.

## Teilnehmer nach Sportarten

### Ski Alpin
| Athleten    | Wettbewerb   | Zeit                       | Rang                       |
| ----------- | ------------ | -------------------------- | -------------------------- |
| Männer      |              |                            |                            |
| Dow Travers | Riesenslalom | ausgeschieden (im 1. Lauf) | ausgeschieden (im 1. Lauf) |
| Dow Travers | Slalom       | ausgeschieden (im 2. Lauf) | ausgeschieden (im 2. Lauf) |